# A Diósgyőri VTK 2005–2006-os szezonja
A Diósgyőri VTK 2005–2006-os szezonja szócikk a Diósgyőri VTK első számú férfi labdarúgócsapatának egy szezonjáról szól, mely sorozatban a 2., összességében pedig a 40. idénye a csapatnak a magyar első osztályban. A klub fennállásának ekkor volt a 95. évfordulója.

## Mérkőzések
| Színmagyarázat | Színmagyarázat |
| -------------- | -------------- |
|                | Győzelem.      |
|                | Döntetlen.     |
|                | Vereség.       |

### Borsodi Liga 2005–06

#### Őszi fordulók
| 1. forduló 2005. július 31. 11:00 |

| Diósgyőr              | 0 – 1   | Újpest                                                             |
| --------------------- | ------- | ------------------------------------------------------------------ |
| Halgas 56' Pintér 70' | (0 – 0) | Mogyorósi 58' (öngól) Erős 17' Sándor 31' Vanczák 52′ Feczesin 81' |

| DVTK-stadion, Miskolc Nézőszám: 8 000 Játékvezető: Megyebíró János (magyar) |

| 2. forduló 2005. augusztus 6. 19:00 |

| Diósgyőr                                         | 1 – 0   | FC Fehérvár                                    |
| ------------------------------------------------ | ------- | ---------------------------------------------- |
| Horváth 44' (11-esből) 45' Farkas 31' Halgas 50' | (1 – 0) | Simon 21' Tudor 54' Horváth G. 61' Bartyik 62' |

| DVTK-stadion, Miskolc Nézőszám: 6 000 Játékvezető: Vad II. István (magyar) |

| 3. forduló 2005. augusztus 21. 19:00 |

| Vasas                           | 2 – 0   | Diósgyőr |
| ------------------------------- | ------- | -------- |
| Elek 16' Bárányos 86' Molnár 6' | (1 – 0) |          |

| Illovszky Rudolf Stadion, Budapest Nézőszám: 3 500 Játékvezető: Gergely Sándor (magyar) |

| 4. forduló 2005. augusztus 28. 17:00 |

| Rákospalotai EAC    | 0 – 2   | Diósgyőr                                                          |
| ------------------- | ------- | ----------------------------------------------------------------- |
| Nagy 19' Virágh 32' | (0 – 0) | Horváth 85' Tisza 89' 22' Kövesfalvi 55' Mogyorósi 76' Katona 82′ |

| Budai II László Stadion, Budapest Nézőszám: 4 000 Játékvezető: Kassai Viktor (magyar) |

| 5. forduló 2005. szeptember 17. 19:00 |

| Pécsi MFC                                                         | 5 – 0   | Diósgyőr                                                  |
| ----------------------------------------------------------------- | ------- | --------------------------------------------------------- |
| Szekeres 9' Schindler 51' Horváth 57' Kulcsár 65' Balaskó 73' 32' | (1 – 0) | Siminić 30' Farkas 53' Vámosi 61′ Halgas 69′ Pintér 90+2′ |

| PMFC Stadion, Pécs Nézőszám: 2 000 Játékvezető: Saskőy Szabolcs (magyar) |

| 6. forduló 2005. szeptember 24. 19:00 |

| Debreceni VSC               | 2 – 0   | Diósgyőr                                       |
| --------------------------- | ------- | ---------------------------------------------- |
| Virág 17' Kiss 89' Éger 82' | (1 – 0) | Tisza 14' Vitelki 34' Mogyoródi 79' Farkas 84' |

| Oláh Gábor utcai stadion, Debrecen Nézőszám: 8 500 Játékvezető: Megyebíró János (magyar) |

| 7. forduló 2005. október 1. 15:00 |

| FC Tatabánya           | 2 – 1   | Diósgyőr                                                    |
| ---------------------- | ------- | ----------------------------------------------------------- |
| Megyesi 81' Márkus 88' | (0 – 1) | Horváth 29' Vitelki 11' Mogyoródi 37' Gáspár 45' Farkas 84' |

| Városi Stadion, Tatabánya Nézőszám: 2 000 Játékvezető: Makai János (magyar) |

| 8. forduló 2005. október 15. 18:00 |

| Diósgyőr   | 1 – 1   | FC Sopron                                           |
| ---------- | ------- | --------------------------------------------------- |
| Gáspár 26' | (1 – 1) | Gáspár 3' (öngól) Horváth 41' Bagoly 67' Sifter 83' |

| DVTK-stadion, Miskolc Nézőszám: 5 500 Játékvezető: Sápi Csaba (magyar) |

| 9. forduló 2005. október 21. 18:00 |

| Ferencváros             | 1 – 1   | Diósgyőr                        |
| ----------------------- | ------- | ------------------------------- |
| Jovánczai 66' Balog 28' | (0 – 0) | Tisza 81' Farkas 62' Katona 76' |

| Üllői úti stadion, Budapest Nézőszám: 3 000 Játékvezető: Solymosi Péter (magyar) |

| 10. forduló 2005. október 29. 18:00 |

| Diósgyőr    | 1 – 0   | Budapest Honvéd |
| ----------- | ------- | --------------- |
| Horváth 87' | (0 – 0) |                 |

| DVTK-stadion, Miskolc Nézőszám: 8 000 Játékvezető: Arany Tamás (magyar) |

| 11. forduló 2005. november 5. 18:00 |

| Lombard Pápa                     | 1 – 3   | Diósgyőr                                           |
| -------------------------------- | ------- | -------------------------------------------------- |
| Kovrig 84' Lászka 29' Müller 89' | (0 – 2) | Horváth 21' Tisza 29' (11-esből) 74' 55' Farkas 2' |

| Perutz Stadion, Pápa Nézőszám: 1 200 Játékvezető: Gergely Sándor (magyar) |

| 12. forduló 2005. november 19. 17:00 |

| Diósgyőr                                                           | 3 – 0   | Zalaegerszegi TE                            |
| ------------------------------------------------------------------ | ------- | ------------------------------------------- |
| Horváth 35' (11-esből) Vitelki 70' Sipeki 85' Pintér 4' Katona 82' | (1 – 0) | Spalević 14' Kriston 35' Kaj 52' Kozmer 73' |

| DVTK-stadion, Miskolc Nézőszám: 5 000 Játékvezető: Szabó Zsolt (magyar) |

| 13. forduló 2005. november 26. 17:00 |

| Kaposvári Rákóczi                            | 1 – 3   | Diósgyőr                                     |
| -------------------------------------------- | ------- | -------------------------------------------- |
| Zsolnai 83' Mező 37' Hegedűs 55' Szakály 67' | (0 – 2) | Horváth 34' Vitelki 42' Tisza 54' Farkas 77' |

| Rákóczi Stadion, Kaposvár Nézőszám: 1 500 Játékvezető: Makai János (magyar) |

| 14. forduló 2005. december 3. 15:00 |

| Diósgyőr             | 0 – 0   | MTK Budapest |
| -------------------- | ------- | ------------ |
| Tisza 31' Farkas 42' | (0 – 0) |              |

| DVTK-stadion, Miskolc Nézőszám: 7 000 Játékvezető: Dubraviczky Attila (magyar) |

| 15. forduló 2005. december 10. 15:00 |

| Győri ETO                         | 1 – 2   | Diósgyőr                                     |
| --------------------------------- | ------- | -------------------------------------------- |
| Granát 87' Lendvai 8' Regedei 90' | (0 – 1) | Katona 21' Horváth 74' Halgas 37' Pintér 79' |

| ETO Park, Győr Nézőszám: 1 000 Játékvezető: Erdős József (magyar) |

#### Tavaszi fordulók
| 16. forduló 2006. február 25. 15:00 |

| Újpest                  | 3 – 2   | Diósgyőr              |
| ----------------------- | ------- | --------------------- |
| Rajczi 7' 69' Tisza 19' | (2 – 0) | Farkas 77' Sipeki 85' |

| Szusza Ferenc Stadion, Budapest Nézőszám: 4 086 Játékvezető: Hanacsek Attila (magyar) |

| 17. forduló 2006. március 3. 19:00 |

| FC Fehérvár                                                                  | 5 – 0   | Diósgyőr                      |
| ---------------------------------------------------------------------------- | ------- | ----------------------------- |
| Dvéri 45' Sitku 60' 78' (11-esből) Györök 74' Lattenstein 89' Horváth G. 80' | (1 – 0) | Urbin 8' Farkas 32' Simon 87' |

| Sóstói Stadion, Székesfehérvár Nézőszám: 2 500 Játékvezető: Saskőy Szabolcs (magyar) |

| 18. forduló 2006. március 11. 16:00 |

| Diósgyőr | 0 – 2   | Vasas                        |
| -------- | ------- | ---------------------------- |
|          | (0 – 1) | Rósa 12' Szabó 77' Kapič 82' |

| DVTK-stadion, Miskolc Nézőszám: 4 000 Játékvezető: Erdős József (magyar) |

| 19. forduló 2006. március 18. 16:00 |

| Diósgyőr                              | 1 – 1   | Rákospalotai EAC                                     |
| ------------------------------------- | ------- | ---------------------------------------------------- |
| Szögedi 76' Mogyorósi 13' Vitelki 42' | (0 – 0) | Polonkai 81' 28' Cseri 58' Sallai 70' Földvári 90+4′ |

| DVTK-stadion, Miskolc Nézőszám: 3 000 Játékvezető: Solymosi Péter (magyar) |

| 20. forduló 2006. március 25. 17:00 |

| Diósgyőr   | 0 – 0   | Pécsi MFC  |
| ---------- | ------- | ---------- |
| Sipeki 78' | (0 – 0) | Lantos 90' |

| DVTK-stadion, Miskolc Nézőszám: 3 000 Játékvezető: Sápi Csaba (magyar) |

| 21. forduló 2006. április 1. 17:00 |

| Diósgyőr                                    | 3 – 3   | Debreceni VSC                                                                   |
| ------------------------------------------- | ------- | ------------------------------------------------------------------------------- |
| Sipeki 28' 44' Máté 77' (öngól) Szögedi 56' | (2 – 2) | Sándor 15' Dzsudzsák 19' Bogdanović 54' 54' Dombi 32' Komlósi 70' Halmosi 90+3' |

| DVTK-stadion, Miskolc Nézőszám: 6 000 Játékvezető: Saskőy Szabolcs (magyar) |

| 22. forduló 2006. április 8. 17:00 |

| Diósgyőr   | 1 – 0   | FC Tatabánya                   |
| ---------- | ------- | ------------------------------ |
| Binder 65' | (0 – 0) | Balogh 55' Tóth 67' Rajnay 90' |

| DVTK-stadion, Miskolc Nézőszám: 3 000 Játékvezető: Mészáros István (magyar) |

| 23. forduló 2006. április 15. 18:00 |

| FC Sopron                                                   | 2 – 1   | Diósgyőr                         |
| ----------------------------------------------------------- | ------- | -------------------------------- |
| Cigan 18' Horváth 77' 86' Radu 16' Signori 35' Feczesin 49' | (1 – 0) | Binder 87' Halgas 23' Farkas 31' |

| Káposztás utcai Stadion, Sopron Nézőszám: 3 400 Játékvezető: Szabó Zsolt (magyar) |

| 24. forduló 2006. április 23. 11:30 |

| Diósgyőr                 | 0 – 1   | Ferencváros                                    |
| ------------------------ | ------- | ---------------------------------------------- |
| Mogyorósi 55' Halgas 63' | (0 – 1) | Bajevski 13' Lipcsei 57' Balog 59' Leandro 72' |

| DVTK Stadion, Miskolc Nézőszám: 6 500 Játékvezető: Erdős József (magyar) |

| 25. forduló 2006. április 29. 18:00 |

| Budapest Honvéd                    | 0 – 1   | Diósgyőr                           |
| ---------------------------------- | ------- | ---------------------------------- |
| Baranyai 23' Pomper 30' Kovács 41' | (0 – 1) | Binder 18' Szögedi 69' Vitelki 72' |

| Bozsik József Stadion, Budapest Nézőszám: 1 000 Játékvezető: Arany Tamás (magyar) |

| 26. forduló 2006. május 6. 19:00 |

| Diósgyőr    | 0 – 1   | Lombard Pápa                           |
| ----------- | ------- | -------------------------------------- |
| Vitelki 29' | (0 – 1) | Szabó 8' Élder 15' Gaál 75' Lipták 90' |

| DVTK-stadion, Miskolc Nézőszám: 3 500 Játékvezető: Szabó Zsolt (magyar) |

| 27. forduló 2006. május 13. 19:00 |

| Zalaegerszegi TE           | 2 – 0   | Diósgyőr                             |
| -------------------------- | ------- | ------------------------------------ |
| Bogunović 21' Sebők J. 25' | (2 – 0) | Mogyorósi 31' Szögedi 76' Almási 82' |

| ZTE Aréna, Zalaegerszeg Nézőszám: 2 000 Játékvezető: Bognár Tamás (magyar) |

| 28. forduló 2006. május 19. 19:00 |

| Diósgyőr                                                          | 5 – 2   | Kaposvári Rákóczi                                  |
| ----------------------------------------------------------------- | ------- | -------------------------------------------------- |
| Sipeki 33' 54' Binder 45' 90+3' Jeremiás 71' Elek 61' Faggyas 82' | (2 – 1) | Oláh 34' 90+2' 48' Tereánszki-Tóth 26' Kriston 61' |

| DVTK-stadion, Miskolc Nézőszám: 3 000 Játékvezető: Solymosi Péter (magyar) |

| 29. forduló 2006. május 27. 19:00 |

| MTK Budapest                                             | 4 – 0   | Diósgyőr    |
| -------------------------------------------------------- | ------- | ----------- |
| Czvitkovics 31' Kanta 34' 53' Illés 90' Jezdimirović 49' | (2 – 0) | Vitelki 39' |

| Hidegkuti Nándor Stadion, Budapest Nézőszám: 1 000 Játékvezető: Gergely Sándor (magyar) |

| 30. forduló 2006. június 3. 18:00 |

| Diósgyőr              | 1 – 1   | Győri ETO |
| --------------------- | ------- | --------- |
| Katona 73' Farkas 43' | (0 – 1) | Szabó 42' |

| DVTK-stadion, Miskolc Nézőszám: 4 000 Játékvezető: Mészáros István (magyar) |

#### Végeredmény
|    | Csapat            | Játszott | Gy | D  | V  | L  | K  | GK  | Pont |
| -- | ----------------- | -------- | -- | -- | -- | -- | -- | --- | ---- |
| 1  | Debreceni VSC     | 30       | 20 | 8  | 2  | 69 | 34 | +35 | 68   |
| 2  | Újpest            | 30       | 20 | 5  | 5  | 74 | 37 | +37 | 65   |
| 3  | FC Fehérvár       | 30       | 19 | 7  | 4  | 52 | 24 | +28 | 64   |
| 4  | MTK Budapest      | 30       | 18 | 6  | 6  | 65 | 33 | +32 | 60   |
| 5  | FC Tatabánya      | 30       | 11 | 8  | 11 | 46 | 45 | +1  | 41   |
| 6  | Ferencváros       | 30       | 10 | 11 | 9  | 43 | 38 | +5  | 41   |
| 7  | Kaposvári Rákóczi | 30       | 10 | 7  | 13 | 35 | 41 | -6  | 37   |
| 8  | Diósgyőr          | 30       | 10 | 7  | 13 | 33 | 44 | -11 | 37   |
| 9  | Győri ETO         | 30       | 9  | 9  | 12 | 47 | 50 | -3  | 36   |
| 10 | FC Sopron         | 30       | 9  | 8  | 13 | 39 | 39 | 0   | 35   |
| 11 | Zalaegerszegi TE  | 30       | 9  | 8  | 13 | 42 | 47 | -5  | 35   |
| 12 | Pécsi MFC         | 30       | 8  | 9  | 13 | 37 | 41 | -4  | 33   |
| 13 | Budapest Honvéd   | 30       | 8  | 9  | 13 | 33 | 52 | -19 | 33   |
| 14 | Rákospalotai EAC  | 30       | 7  | 5  | 18 | 30 | 59 | -29 | 26   |
| 15 | Vasas             | 30       | 5  | 10 | 15 | 32 | 47 | -15 | 25   |
| 16 | Lombard Pápa      | 30       | 5  | 7  | 18 | 30 | 76 | -46 | 22   |

1. ↑  Intertotó-kupa induló

#### Helyezések fordulónként
| Forduló  | 1  | 2  | 3  | 4  | 5  | 6  | 7  | 8  | 9  | 10 | 11 | 12 | 13 | 14 | 15 | 16 | 17 | 18 | 19 | 20 | 21 | 22 | 23 | 24 | 25 | 26 | 27 | 28 | 29 | 30 |
| -------- | -- | -- | -- | -- | -- | -- | -- | -- | -- | -- | -- | -- | -- | -- | -- | -- | -- | -- | -- | -- | -- | -- | -- | -- | -- | -- | -- | -- | -- | -- |
| Helyszín | O  | O  | I  | I  | I  | I  | I  | O  | I  | O  | I  | O  | I  | O  | I  | I  | I  | O  | O  | O  | O  | O  | I  | O  | I  | O  | I  | O  | I  | O  |
| Eredmény | V  | GY | V  | GY | V  | V  | V  | D  | D  | GY | GY | GY | GY | D  | GY | V  | V  | V  | D  | D  | D  | GY | V  | V  | GY | V  | V  | GY | V  | D  |
| Helyezés | 15 | 8  | 12 | 7  | 10 | 10 | 11 | 11 | 12 | 10 | 8  | 7  | 6  | 5  | 5  | 5  | 6  | 7  | 8  | 8  | 8  | 6  | 7  | 9  | 7  | 8  | 8  | 6  | 7  | 8  |

Helyszín: O = Otthon; I = Idegenben. Eredmény: GY = Győzelem; D = Döntetlen; V = Vereség.

#### Eredmények összesítése
Az alábbi táblázatban összesítve szerepelnek a Diósgyőri VTK 2005/06-os bajnokságban elért eredményei.
| Ősz/tavasz (forduló)    | Otthon | Otthon | Otthon | Otthon | Otthon | Otthon | Otthon | Idegenben | Idegenben | Idegenben | Idegenben | Idegenben | Idegenben | Idegenben |
| Ősz/tavasz (forduló)    | M      | GY     | D      | V      | LG–KG  | GK     | P      | M         | GY        | D         | V         | LG–KG     | GK        | P         |
| ----------------------- | ------ | ------ | ------ | ------ | ------ | ------ | ------ | --------- | --------- | --------- | --------- | --------- | --------- | --------- |
| Őszi szezon (1–15.)     | 6      | 3      | 2      | 1      | 6–2    | +4     | 11     | 9         | 4         | 1         | 4         | 12–15     | –3        | 13        |
| Tavaszi szezon (16–30.) | 9      | 2      | 4      | 3      | 11–11  | 0      | 10     | 6         | 1         | 0         | 5         | 4–16      | –12       | 3         |
| Összesen (1–30.)        | 15     | 5      | 6      | 4      | 17–13  | +4     | 21     | 15        | 5         | 1         | 9         | 16–31     | –15       | 16        |

## Külső hivatkozások
- A csapat hivatalos honlapja (magyarul)
- A csapat mérkőzései a transfermarkt.de-n (németül)